# Zeche Freiberg
Die Zeche Freiberg ist ein ehemaliges Steinkohlenbergwerk in Holzwickede-Rausingen. Das Bergwerk befand sich in der Nähe der Stadtgrenze zu Sölde. Das Bergwerk ist aus der Umbenennung der Zeche Freiberg & Augustenshoffnung entstanden.

## Geschichte

### Die Anfänge
Im Jahr 1758 wurde die Mutung auf die Felder Freiberg 1 und Freiberg 2 eingelegt. Am 11. April des Jahres 1850 wurde ein Schürfschein für die Erkundung der Lagerstätte ausgestellt. Im selben Jahr wurde die Zeche Augustenshoffnung verliehen. Im Jahr 1851 wurde bei den Erkundungsarbeiten ein Flöz erbohrt. Am 1. Dezember desselben Jahres wurde eine erneute Mutung eingelegt. Im Jahr darauf wurde mit den Teufarbeiten für einen Schurfschacht begonnen. Bei den Teufarbeiten wurde ein Flöz mit einer Mächtigkeit von 50 Zoll freigelegt. Am 12. Dezember desselben Jahres wurde das Geviertfeld Freiberg verliehen. Im Jahr 1856 bildeten die Zechen Freiberg und Augustenshoffnung eine Betriebsgemeinschaft, um gemeinsam mit zwei Schächten zum Tiefbau übergehen zu können. Im selben Jahr wurde im Grubenfeld von Augustenshoffnung mit den Teufarbeiten für den Schacht 1 begonnen. Der Schacht erhielt den Namen Schacht Clemens. Am 30. Januar des Jahres 1857 wurde die Bergbau-Aktien-Gesellschaft Mark gegründet. Kurz nach der Gründung wurden die beiden Zechen Freiberg und Augustenshoffnung von der Bergbau-Aktien-Gesellschaft Mark erworben. Die Berechtsame umfasste zu diesem Zeitpunkt eine Fläche von 2,1 km2. Im Jahr 1857 erreichte der Schacht 1 bei einer Teufe von 22 Metern das Karbon. Im Jahr 1858 erreichte man mit dem Schacht eine Teufe von 93 Metern (+ 35 m NN). Es wurde eine Vorbohrung bis zu einer Teufe von 103 Metern erstellt, jedoch traf man mit dieser Bohrung auf kein Flöz. Im Jahr darauf wurde bei einer Teufe von 40 Metern (+ 88 m NN) ein Untersuchungsquerschlag nach Süden angesetzt. Im selben Niveau wurde später die Wettersohle aufgefahren. Mit dem Untersuchungsquerschlag wurde ein Flöz mit einer Mächtigkeit von 54 Zoll durchörtert. Es folgten weitere Aufschlüsse in Richtung Osten und Westen. Im Jahr 1860 wurde bei einer Teufe von 61 Metern die 1. Sohle angesetzt. Im selben Jahr wurde die Berechtsame vermessen und verlochsteint.

### Die ersten Betriebsjahre
Im Jahr 1861 wurde mit der Förderung begonnen. Im selben Jahr wurden die Teufarbeiten am Schacht Clemens wieder aufgenommen und der Schacht wurde tiefer geteuft. Im Jahr darauf wurde bei einer Teufe von 112 Metern (+ 16 m NN) die 2. Sohle angesetzt. Im Jahr 1864 wurde eine Anschlussbahn zum Bahnhof Holzwickede in Betrieb genommen. Dadurch war das Bergwerk nun mit der Bergisch-Märkischen Eisenbahn verbunden. Im Jahr 1865 wurde ein Wasserhaltungsschacht in Betrieb genommen. Im Jahr 1867 wurde ab der 2. Sohle ein Abhauen erstellt. Im Jahr 1868 wurde im Nordfeld mit den Teufarbeiten für einen Wetterschacht begonnen. Der Schacht wurde als gebrochener (halb gerade, halb schräg) Wetterschacht angelegt. Der Schacht wurde 350 Meter östlich der heutigen Abzweigung Chaussee / Steinbrückstraße angesetzt. Im selben Jahr wurde ein östlich angrenzendes Feldesteil von den Hörder Kohlenwerken angepachtet. Im Jahr darauf wurden die Teufarbeiten am Wetterschacht eingestellt. Grund für die Einstellung der Teufarbeiten waren starke Wasserzuflüsse. Zu diesem Zeitpunkt hatte der Schacht bereits eine Teufe von 31 Metern erreicht. Im selben Jahr wurde der Schacht Clemens erneut tiefer geteuft.
Im Jahr 1871 wurde im Schacht Clemens bei einer Teufe von 200 Metern (- 72 m NN) die 3. Sohle angesetzt. Im selben Jahr wurden die Teufarbeiten am Wetterschacht weiter durchgeführt und der Schacht bis zum Flöz Reiser geteuft. Im Jahr 1872 wurde im Schacht Clemens bei einer Teufe von 172 Metern (- 43 m NN) eine Zwischensohle angesetzt. Im selben Jahr wurde der Wetterschacht tonnlägig im Hauptflöz bis zur 2. Sohle geteuft. Im Jahr darauf wurde das Südfeld aufgrund hoher Wasserzuflüsse abgedämmt. Im Jahr 1874 erreichte der Querschlag nach Norden auf der 2. Sohle eine Auffahrungslänge von 807 Metern. Im selben Jahr wurde das Südfeld gesümpft, außerdem wurden die Teufarbeiten am Schacht Clemens weiter geführt. Im Jahr 1875 kam es zur endgültigen Konsolidation zu Freiberg & Augustenshoffnung. Die Berechtsame umfasste eine Fläche von 3,6 km2, weiter gehörte zum Baufeld das von den Hörder Kohlenwerken angepachtete Feld mit einer Fläche von 1,44 km2. Im Schacht Clemens wurde im selben Jahr bei einer Teufe von 245 Metern (- 117 m NN) die 4. Sohle angesetzt. Der Schacht erreichte eine Endteufe von 249 Metern. Im Jahr 1883 wurde die 172-Meter Zwischensohle abgeworfen. Im Jahr 1888 wurde eine Kohlenwäsche und eine Separationsanlage in Betrieb genommen.

### Der weitere Ausbau und Betrieb
Im Jahr 1890 wurde begonnen, im Unterwerksbau mittels Gesenken die 5. Sohle zu erschließen. Diese Sohle lag bei einer Teufe von 344 Metern (- 216 m NN). Im Jahr 1891 wurde begonnen, den Schacht 2 abzuteufen. Dieser Schacht erhielt den Namen Schacht Mark und wurde 60 Meter nördlich von Schacht Clemens angesetzt. Der Schacht wurde als weiterer Wetterschacht geplant. Noch im selben Jahr erreichte der Schacht bei einer Teufe von 24 Metern das Karbon. Im Jahr 1892 wurde der Schacht tonnlägig im Flöz Reiser bis zur 2. Sohle geteuft. Im selben Jahr wurde das angepachtete Feld vom Hörder Kohlenwerk erworben. Ab dem Jahr 1894 führte das Bergwerk den Namen Zeche Freiberg. Im Jahr 1897 wurde auf dem Bergwerk in den Flözen Dreckbank, Hauptflöz und Wasserbank abgebaut. Im Jahr 1901 waren auf dem Bergwerk drei Flöze mit einer Mächtigkeit von bis zu 1,35 Metern in Verhieb. Zu dieser Zeit gehörte das Bergwerk zum Bezirk des Oberbergamts Dortmund und dort zum Bergrevier Süd-Dortmund. Am 7. Januar des Jahres 1903 kam es zu einem Brand in der Kohlenwäsche. Am 1. April desselben Jahres wurde eine neue Aufbereitungsanlage in Betrieb genommen. Im Jahr 1904 erhielt der Schacht Clemens ein neues stählernes Fördergerüst. Im Oktober des Jahres 1905 wurde das Bergwerk vom Mülheimer Bergwerks-Verein übernommen.

### Die letzten Jahre bis zur Stilllegung
Am 1. Oktober des Jahres 1906 wurde eine Brikettfabrik in Betrieb genommen. Im Jahr 1911 kam es auf dem Bergwerk zu einem sechswöchigen Streik. Am 1. Oktober 1912 wurde die Zeche Freiberg von der Gewerkschaft Lothringen übernommen. Aufgrund des kleinen Grubenfeldes und der Erschöpfung der Lagerstättenvorräte wurde das Bergwerk noch am selben Tag stillgelegt. Die Tagesanlagen wurden im Jahr 1913 fast vollständig abgebrochen und die Schächte wurden verfüllt.

### Förderung und Belegschaft
Auf dem Bergwerk wurden schwere Fettkohlen gefördert, die eine mittlere Qualität hatten. Die ersten bekannten Belegschaftszahlen stammen aus dem Jahr 1857, damals waren 72 Bergleute auf dem Bergwerk beschäftigt. Die ersten bekannten Förderzahlen stammen aus dem Jahr 1861, in diesem Jahr wurden etwa 6500 Tonnen Steinkohle gefördert. Im Jahr 1864 wurden mit 204 Beschäftigten 12.151 Tonnen Steinkohle gefördert. Im Jahr 1870 wurden 43.146 Tonnen Steinkohle gefördert, die Belegschaftsstärke betrug in diesem Jahr 305 Beschäftigte. Im Jahr 1875 wurden mit 304 Beschäftigten 57.576 Tonnen Steinkohle gefördert. Im Jahr 1880 stieg die Förderung leicht auf 59.217 Tonnen Steinkohle, die Belegschaftsstärke betrug in diesem Jahr 274 Beschäftigte. Im Jahr 1885 wurden mit 291 Beschäftigten 68.021 Tonnen Steinkohle gefördert. Im Jahr 1891 wurden mit 464 Beschäftigten 91.157 Tonnen Steinkohle gefördert. Im Jahr 1895 sank die Förderung auf 85.000 Tonnen Steinkohle, die Belegschaftsstärke betrug in diesem Jahr 395 Beschäftigte. Im Jahr 1900 stieg die Förderung erneut auf 110.509 Tonnen Steinkohle, die Belegschaftsstärke betrug in diesem Jahr 487 Beschäftigte. Im Jahr 1905 lag die Förderung bei 124.000 Tonnen Steinkohle. Die maximale Förderung des Bergwerks wurde im Jahr 1910 erzielt, mit 541 Beschäftigten wurden 132.299 Tonnen Steinkohle gefördert. Dies sind auch die letzten bekannten Förder- und Belegschaftszahlen des Bergwerks.

## Was geblieben ist
Heute befinden sich auf dem ehemaligen Zechengelände die V.W. Werke Vincenz Wiederholt.
Ein Straßenzug auf der Dortmund/Holzwickeder Stadtgrenze erinnert an diese Zeche; in Sölde heißt er „Zeche-Freiberg-Straße“, in Holzwickede „Freiberger Weg“.